# Columelliaceae
Columelliaceae är en familj av tvåhjärtbladiga växter. Columelliaceae ingår i ordningen Bruniales, klassen tvåhjärtbladiga blomväxter, fylumet kärlväxter och riket växter. Enligt Catalogue of Life omfattar familjen Columelliaceae 9 arter. 
Kladogram enligt Catalogue of Life:
| Columelliaceae | \| \| Columellia \| \| \| \| \| \| Desfontainia \| \| \| \| |
|                | \| \| Columellia \| \| \| \| \| \| Desfontainia \| \| \| \| |
|                | Bruniaceae                                                  |
|                |                                                             |
|                | Columellia                                                  |
|                |                                                             |
|                | Desfontainia                                                |
|                |                                                             |

|  | Columellia   |
|  |              |
|  | Desfontainia |
|  |              |

## Bildgalleri

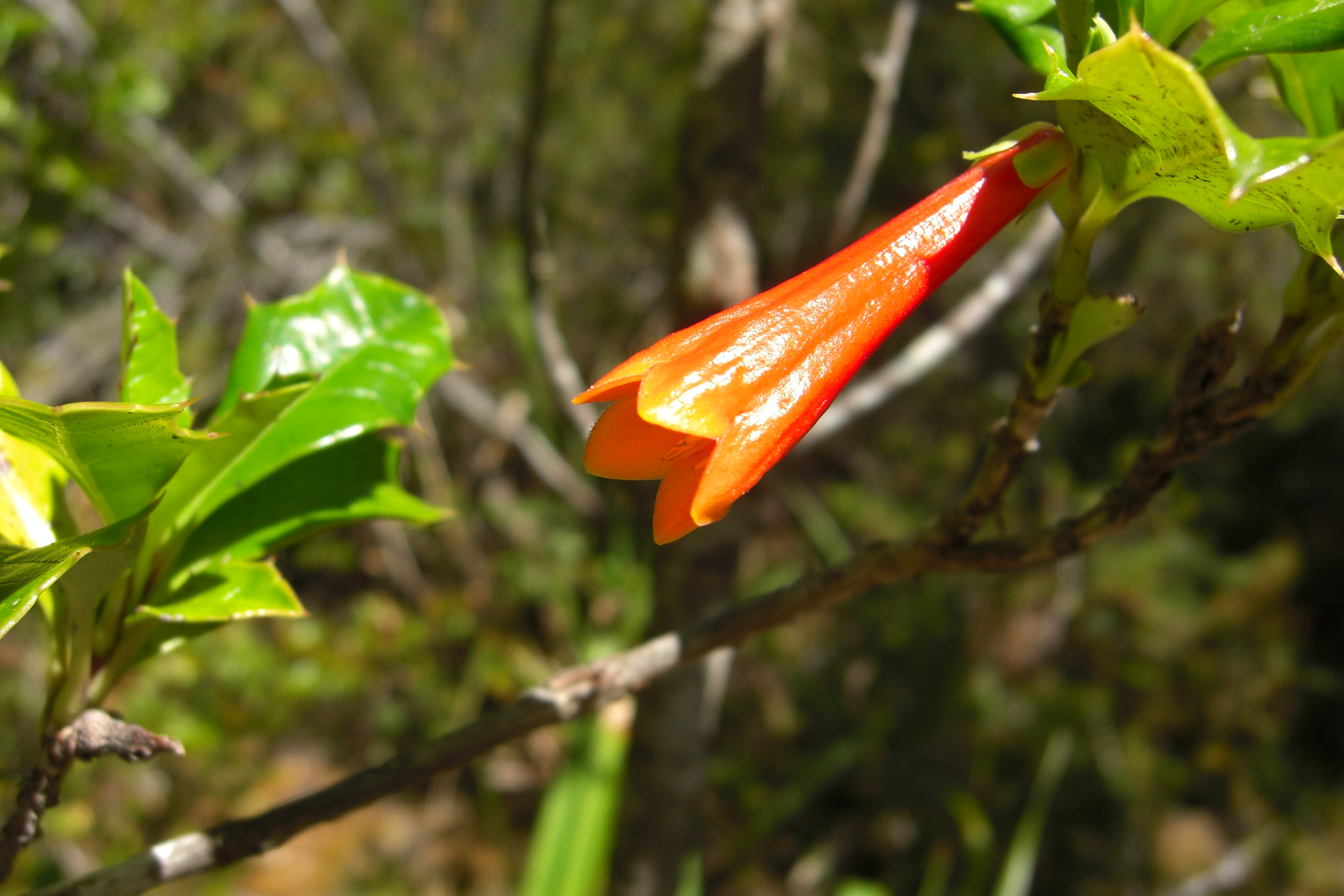
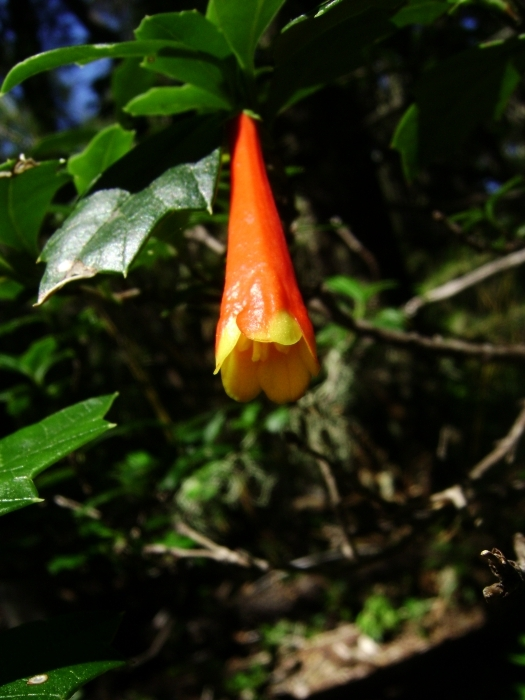
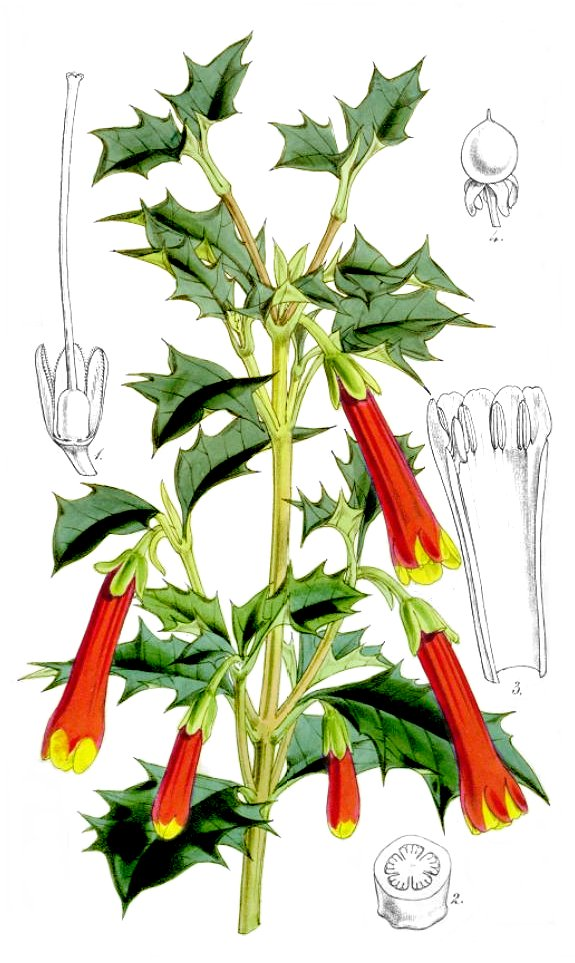